# Terebra argosyia
Terebra argosyia is een slakkensoort uit de familie van de Terebridae. De wetenschappelijke naam van de soort is voor het eerst geldig gepubliceerd in 1971 door Olsson.